# Timberville
Timberville – miasto w Stanach Zjednoczonych, w stanie Wirginia, w hrabstwie Rockingham.